# Cerkev svete Magdalene, Troyes
Cerkev svete Magdalene je katoliška župnijska cerkev v Troyesu, Rue de la Madeleine v  francoskem departmaju Aube, v Franciji.

## Zgodovina
Ta cerkev je najstarejša v mestu, zgrajena v gotskem arhitekturnem slogu in se je gradila od 13. stoletja z ladjo, obnovljeno v 16. stoletju z dodanim korom in apsido ter s stolpom v 17. stoletju.
Cerkev je razvrščena kot zgodovinski spomenik (monuments historiques) na seznamu iz leta 1840, vrata starega pokopališča pa so bila vpisana leta 1926.

## Kapele
V kapeli Saint Louis na severu, ki jo je ustanovil Simon Liboron, župan Troyesa leta 1496, je življenje svetnika. V apsidi osrednje kapelice, ki je bila kapela Device in kapelica zlatarjev, je življenje Eloja, Jesejevo drevo in Stara zaveza. V južni kapeli, kapela Notre-Dame, je Pasijon Nicolasa Muteja, umrl leta 1484 in njegove žene Catherine Boucherat. Zgodbo o Magdaleni je daroval Chaussier iz Troysa leta 1506. Še eno Zmagoslavje Križa z grbom družine Tartier.
- Poslednja sodba.
- Življenje Magdalene.
- Adam in Eva v vitraju Kreacije.
- Kalvarija.

## Oprema
V tej cerkvi so številni in izredni predmeti, kot je na primer šestintrideset  klopi vernikov iz 18. stoletja  ali dva krstilnika, en iz črnega marmorja z rjavimi in belimi žilami  in drug iz črnega marmorja z latinskim napisom: SPIRITUS DOMINI / FEREBATUR / SUPER AQUAS / Gens. 
- Nagrobna plošča Marguerona,
- Devienne,
- de Kathelyne Lellygny in Franquelance,
- Krstilnik.

### Kor
Bogato je okrašen z nizom hrastovih opažev, ki so iz poznega 18. ali zgodnjega 19. stoletja okrašeni, tretji steber severno pa ima girlando in trofejo z inštrumenti Pasijona in atribute sv. Petra.
Glavni oltar je okrašen s tremi marmorji: belim, žilnim sivim, s črnim z belimi in rjavo rdečimi žilami iz  istega obdobja kot obloga. Opremljen s kompletom prazničnega fotelja in štirimi stoli iz obdobja Ludvika XVI. 

### Kipi
- Mučeništvo Sébastjana.
- Lesen kip Roberta de Molesma.
- Marta, delo mojstra iz Chaource.
- Devica in otrok

### Slike
Monumentalna slika v prvi kapeli sever, ki izhaja iz 15. stoletja, vendar je zelo poškodovana.
- Življenje Magdalene, Jean Nicot.
- Kristus in kapucin.
- Geneviève.
- Peter objokuje svoje zanikanje (16. Stoletje).

## Korna pregrada
To je ena od redkih cerkva, ki je ohranila svojo kamnito korno pregrado, ki je delo arhitekta Jean Gailde , ki je izrezljal dele. Začel je leta 1508, leta 1517 pa je bila končana; tri kvadrilobe na sprednji strani so Nicolas Halinsa, Kristus pridiga v sredini dveh parov likov, ki ustvarjajo občinstvo. Za blazone na strani proti koru, so delo Simona Mauroya. Spomenik je poznal priljubljeno gorečnost, ker so poleg prizadevanj za financiranje njegove postavitve, so župljani darovali za polaganje kamnov. Leta 1519 je bil Jean Gailde pokopan pod korno pregrado brez strahu, da bi bil pomečkan.